# A. de Luze
A. de Luze ist ein Cognac-Hersteller aus Frankreich.

## Geschichte
Die Firma A. de Luze wurde von Alfred de Luze im Jahr 1820 in Bordeaux gegründet, um die New Yorker Firma seines Bruders Louis-Phillip mit Cognac zu beliefern.
Ab 1824 handelte de Luz mit Weinen und Cognacs.
Später gründete die Firma Tochtergesellschaften in England, Indien und Russland. Während der Herrschaft Napoleons III. belieferte Baron de Luze Königshöfe in Europa.
Alfred de Luze starb im Jahr 1880, sein Geschäft erbte sein Enkel. Im Jahr 1927 wurde die Firma A. de Luze zum offiziellen Lieferant des dänischen Königshauses. Im Jahr 1980 wurde sie von Rémy Martin gekauft und ist bis heute ein Teil der Rémy Cointreau.